# NASCAR Grand National Series 1953

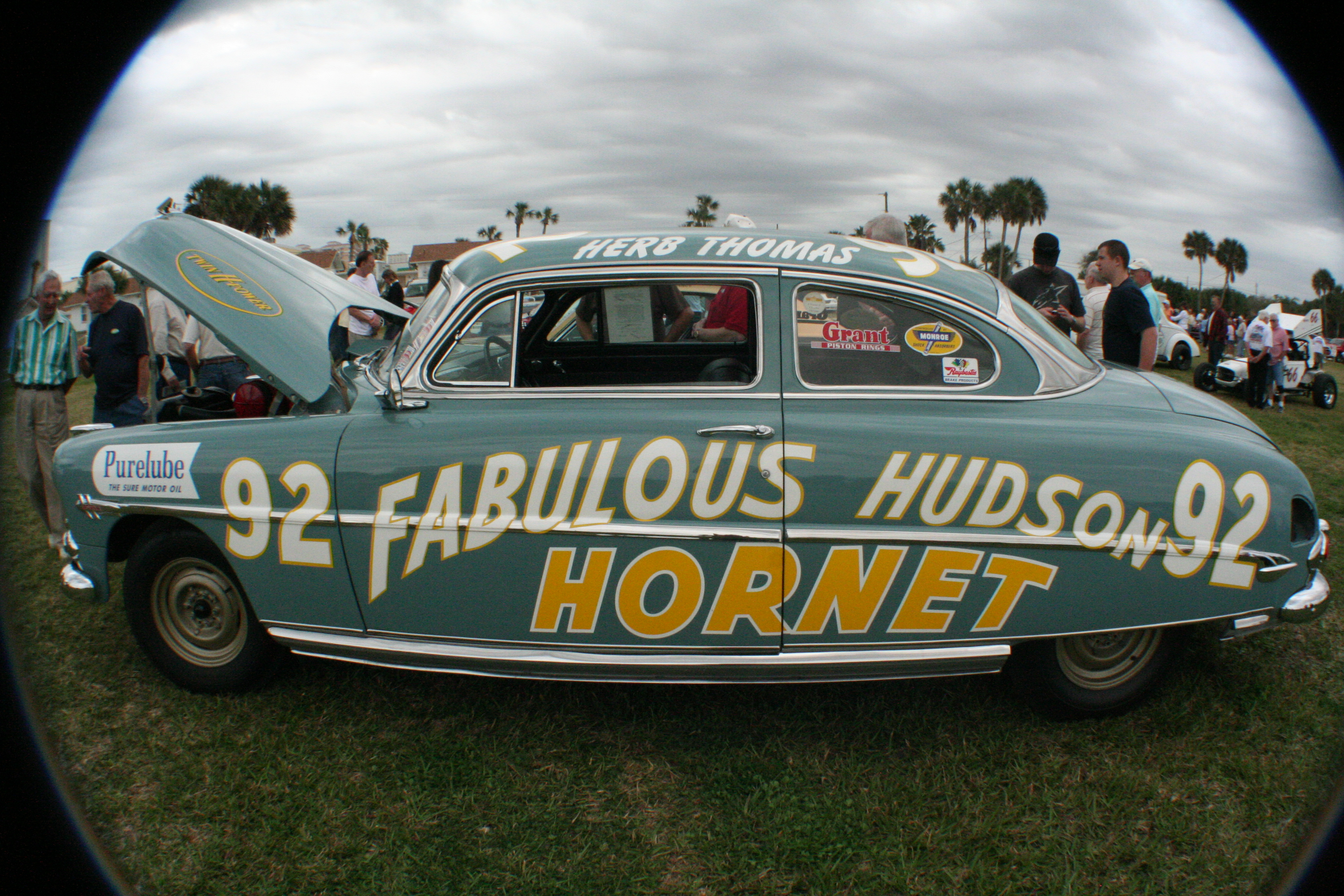
Fabulous Hudson Hornet #92 zwycięzcy sezonu 1953 - Herba Thomasa.

NASCAR Grand National Series 1953 – sezon 1953 w amerykańskiej serii wyścigowej NASCAR, odbywał się od 1 lutego do 1 listopada 1953. Zwyciężył Herb Thomas z dorobkiem 8460 pkt (12 zwycięstw). W sezonie rozegrano 37 wyścigów.

## Kalendarz i zwycięzcy
| #  | Data            | Nr wyścigu | Tor                             |                 |                 |                   |
| 1  | 1 lutego        | 1          | Palm Beach Speedway             | Lee Petty       | Jimmie Lewallen | Tim Flock         |
| 2  | 15 lutego       | 2          | Daytona Beach & Road Course     | Bill Blair      | Fonty Flock     | Tommy Thompson    |
| 3  | 8 marca         | 3          | Harnett Speedway                | Herb Thomas     | Dick Rathmann   | Lee Petty         |
| 4  | 29 marca        | 4          | North Wilkesboro Speedway       | Herb Thomas     | Dick Rathmann   | Fonty Flock       |
| 5  | 5 kwietnia      | 5          | Charlotte Speedway              | Dick Passwater  | Gober Sosebee   | Herschel Buchanan |
| 6  | 19 kwietnia     | 6          | Richmond International Raceway  | Lee Petty       | Dick Rathmann   | Buck Baker        |
| 7  | 26 kwietnia     | 7          | Central City Speedway           | Dick Rathmann   | Herb Thomas     | Jimmie Lewallen   |
| 8  | 3 maja          | 8          | Langhorne Speedway              | Buck Baker      | Lee Petty       | Fonty Flock       |
| 9  | 9 maja          | 9          | Columbia Speedway               | Buck Baker      | Tim Flock       | Jimmie Lewallen   |
| 10 | 16 maja         | 10         | Hickory Motor Speedway          | Tim Flock       | Joe Eubanks     | Ray Duhigg        |
| 11 | 17 maja         | 11         | Martinsville Speedway           | Lee Petty       | Herb Thomas     | Dick Rathmann     |
| 12 | 24 maja         | 12         | Powell Motor Speedway           | Herb Thomas     | Dick Rathmann   | Buck Baker        |
| 13 | 30 maja         | 13         | Raleigh Speedway                | Fonty Flock     | Speedy Thompson | Tim Flock         |
| 14 | 7 czerwca       | 14         | Louisiana Fairgrounds           | Lee Petty       | Dick Rathmann   | Herb Thomas       |
| 15 | 14 czerwca      | 15         | Five Flags Speedway             | Herb Thomas     | Dick Rathmann   | Lee Petty         |
| 16 | 21 czerwca      | 16         | Langhorne Speedway              | Dick Rathmann   | Lee Petty       | Jim Paschal       |
| 17 | 26 czerwca      | 17         | Tri-City Speedway               | Herb Thomas     | Dick Rathmann   | Joe Eubanks       |
| 18 | 28 czerwca      | 18         | Wilson Speedway                 | Fonty Flock     | Dick Rathmann   | Herb Thomas       |
| 19 | 3 lipca         | 19         | Monroe County Fairgrounds       | Herb Thomas     | Dick Rathmann   | Lee Petty         |
| 20 | 4 lipca         | 20         | Piedmont Interstate Fairgrounds | Lee Petty       | Buck Baker      | Herb Thomas       |
| 21 | 10 lipca        | 21         | Morristown Speedway             | Dick Rathmann   | Herb Thomas     | Lee Petty         |
| 22 | 12 lipca        | 22         | Lakewood Speedway               | Herb Thomas     | Dick Rathmann   | Lee Petty         |
| 23 | 22 lipca        | 23         | Rapid Valley Speedway           | Herb Thomas     | Dick Rathmann   | Fonty Flock       |
| 24 | 26 lipca        | 24         | Lincoln City Fairgrounds        | Dick Rathmann   | Herb Thomas     | Lee Petty         |
| 25 | 2 sierpnia      | 25         | Davenport Speedway              | Herb Thomas     | Buck Baker      | Lee Petty         |
| 26 | 9 sierpnia      | 26         | Occoneechee Speedway            | Curtis Turner   | Herb Thomas     | Lee Petty         |
| 27 | 16 sierpnia     | 27         | Asheville-Weaverville Speedway  | Fonty Flock     | Herb Thomas     | Bill Blair        |
| 28 | 23 sierpnia     | 28         | Princess Anne Speedway          | Herb Thomas     | Fonty Flock     | Lee Petty         |
| 29 | 29 sierpnia     | 29         | Hickory Motor Speedway          | Fonty Flock     | Herb Thomas     | Joe Eubanks       |
| 30 | 7 września      | 30         | Darlington Raceway              | Buck Baker      | Fonty Flock     | Curtis Turner     |
| 31 | 13 września     | 31         | Central City Speedway           | Speedy Thompson | Lee Petty       | Gober Sosebee     |
| 32 | 20 września     | 32         | Langhorne Speedway              | Dick Rathmann   | Herb Thomas     | Speedy Thompson   |
| 33 | 3 października  | 33         | Bloomsburg Fairgrounds          | Herb Thomas     | Dick Rathmann   | Buck Baker        |
| 34 | 4 października  | 34         | Wilson Speedway                 | Herb Thomas     | Speedy Thompson | Fonty Flock       |
| 35 | 11 października | 35         | North Wilkesboro Speedway       | Speedy Thompson | Fonty Flock     | Ray Duhigg        |
| 36 | 13 października | 36         | Martinsville Speedway           | Jim Paschal     | Lee Petty       | Bill Blair        |
| 37 | 1 listopada     | 37         | Lakewood Speedway               | Buck Baker      | Fonty Flock     | Lee Petty         |

## Klasyfikacja końcowa – najlepsza 10
| Poz. | Kierowca        | Pkt  |
| ---- | --------------- | ---- |
|      | Herb Thomas     | 8460 |
|      | Lee Petty       | 7814 |
|      | Dick Rathmann   | 7362 |
| 4    | Buck Baker      | 6713 |
| 5    | Fonty Flock     | 6174 |
| 6    | Tim Flock       | 5011 |
| 7    | Jim Paschal     | 4211 |
| 8    | Joe Eubanks     | 3603 |
| 9    | Jimmie Lewallen | 3508 |
| 10   | Curtis Turner   | 3373 |